# Ứng dụng OTT
Dịch vụ OTT (tiếng Anh: Over-the-top, nghĩa đen: lên trên đầu) là thuật ngữ để chỉ dịch vụ truyền thông được cung cấp trực tiếp đến người xem thông qua Internet. OTT vượt qua các nền tảng truyền hình cáp, mặt đất và vệ tinh, những loại hình công ty vồn đóng vai trò là nhà kiểm soát hoặc nhà phân phối nội dung. OTT cũng từng được dùng để chỉ những chiếc điện thoại không có nhà cung cấp dịch vụ, nơi mà tất cả giao tiếp liên lạc được tính phí dưới dạng dữ liệu, giúp phòng tránh sự cạnh tranh độc quyền, hay những ứng dụng điện thoại truyền dữ liệu theo cách này, bao gồm cả những ứng dụng thay thế phương thức gọi khác và những ứng dụng cập nhật phần mềm.
Các nhà cung cấp dịch vụ Internet (ISP) có thể nhận biết được sự tồn tại của những nội dung OTT này thông qua các gói dữ liệu nhưng không thể kiểm soát được nội dung bên trong và không chịu trách nhiệm về chúng (chi phí, bản quyền,...). Điều này trái ngược với các dịch vụ tính phí trước đây, chẳng hạn xem truyền hình cáp, truyền hình vệ tinh phải trả tiền cho nhà cung cấp tín hiệu truyền hình hoặc xem IPTV (như MyTV) phải thanh toán cho nhà cung cấp dịch vụ Internet, gọi điện thoại, nhắn tin phải trả cước cho nhà mạng.
Do đó, các nội dung OTT đặc biệt đều xuất phát từ bên thứ ba như Hulu, Netflix, HBO Go (xem tín hiệu truyền hình), FPT Play, VieON, ZAAZ, HDO, HayhayTv, Zing TV (xem phim và chương trình trực tuyến), Facebook, Twitter, Gapo (mạng xã hội), Zalo, Line, Viber, Skype (ứng dụng liên lạc),... Các nội dung này được chuyển tải đến một thiết bị người dùng cuối và các nhà cung cấp dịch vụ internet chỉ chịu trách nhiệm vận chuyển các gói tín hiệu. 
Ví dụ: khi VNPT cung cấp cho người dùng đường truyền internet ADSL, người dùng sử dụng Skype để nhắn tin, như vậy Skype chính là một ứng dụng OTT, còn ADSL chỉ là nền tảng internet, người dùng chỉ trả phí thuê bao ADSL hàng tháng, còn Skype có thu phí hay không thì không phụ thuộc vào sự quản lý của VNPT. 
Các thiết bị có thể sử dụng các ứng dụng OTT như máy tính để bàn, máy tính xách tay, máy chơi game (PlayStation 4, WiiU, và Xbox One), một số OTT Player thông dụng (Roku, Dune, Apple TV), điện thoại thông minh, tivi thông minh, máy tính bảng.